# Lluís de Pons i d'Esquerrer
Lluís de Pons i d'Esquerrer (Montclar d'Urgell, diòcesi d'Urgell 1617 - Solsona, 4 de gener del 1681), provinent de la familia Pons, que ostentaba la baronía de Montclar, amb els que va tenir litigis patrimonials i per drets senyorials. Fou el vuitè bisbe de Solsona. Benedictí claustral Tarraconense i abat del monestir d'Arles. Va prendre possessió del bisbat de Solsona el 4 de novembre del 1664. Va celebrar sis sínodes, dels quals dirigí els treballs, encara que no va voler dir que eren obra seva: en el tercer sínode es va decretar la impressió de les «Constitucions» dels seus predecessors Miguel Santos, i Fra Pedro de Santiago, que s'imprimiren a Barcelona a la impremta de Mathevat el 1665. Reimprimí, a més, el «Ritual de Paulo V» que ja havia acomodat a l'ús d'aquella diòcesi el seu antecessor Puigmarí. Diuen que l'ocasió de la seva mort va ser que va voler prendre un purgant preparat amb clara d'ou, i el que en la recepta deia «albumin. ov.», l'apotecari va llegir «alumin. ust.», amb què li va posar alum calcinat en comptes de clara d'ou.